# ヴードゥー (キング・ダイアモンドのアルバム)
『ヴードゥー』（Voodoo）は、デンマークのヘヴィメタル・バンド、キング・ダイアモンドが1998年に発表した8作目のスタジオ・アルバム。日本で先行発売された。

## 背景
1932年にルイジアナ州バトンルージュへ移住し、そこでヴードゥー教のカルト集団により恐怖に晒されることとなる架空の夫婦、デヴィッド・ラファイエットとサラ・ラファイエットを主人公としたコンセプト・アルバムである。バンドの中心人物キング・ダイアモンドは、それまでヴードゥーに関してヴードゥー人形やゾンビぐらいしか知らなかったが、1997年にヴードゥー教に関する文献を読み込み「ヴードゥーのスピリチュアルな面や不文律について学び、本当に驚かされた。呪いなど色々、魅惑的なことを学んだ」という。
ドラマーのダーリン・アンソニーは、交通事故により活動継続が困難になったため、1997年のヨーロッパ・ツアーより新メンバーのジョン・ルーク・ヘバートが迎えられた。また、タイトル曲にはパンテラのダイムバッグ・ダレルがゲスト参加した。

## 反響・評価
フィンランドのアルバム・チャートでは4週連続でトップ40入りし、最高27位を記録した。スウェーデンでは1998年3月13日付のアルバム・チャートで55位を記録するが、翌週にはチャート圏外に落ちた。
アンディ・ハインズはオールミュージックにおいて5点満点中2点を付け「この多作なホラー・ロッカーは、全体的にはなおもネタ切れしていないようだが、曲自体は殆ど意外性がない」「1960年代にハマー・フィルム・プロダクションが発表してきた名作ホラー映画に匹敵するミュージカルとも言える」と評している。また、ドム・ローソンは2020年、キング・ダイアモンドの全キャリア（マーシフル・フェイト名義の作品も含む）におけるアルバムのランキングで本作を12位に挙げ「キング・ダイアモンドが1990年代に発表したアルバムとしては特に強力で、当時の音楽シーンで支配的だったトレンドに逆らいつつ、古き良き邪悪な遺産をさらに強化してみせた」と評している。

## 収録曲
特記なき楽曲はキング・ダイアモンド作。ヨーロッパ盤ではアルバムの本編終了後、約7分の無音状態を経て隠しトラックが収録されている。
1. ルイジアナ・ダークネス - "Louisiana Darkness" – 1:44
2. "ロア"ハウス - ""LOA" House" (King Diamond, Andy LaRocque) – 5:33
3. ライフ・アフター・デス - "Life After Death" – 5:40
4. ヴードゥー - "Voodoo" – 4:34
5. シークレット - "A Secret" (K. Diamond, A. LaRocque) – 4:04
6. セイラム - "Salem" – 5:17
7. ワン・ダウン・トゥー・トゥ・ゴー - "One Down Two to Go" (K. Diamond, Chris Estes) – 3:45
8. センディング・オブ・デッド - "Sending of Dead" – 5:40
9. サラズ・ナイト - "Sarah's Night" – 3:22
10. エクソシスト - "The Exorcist" (K. Diamond, A. LaRocque) – 4:52
11. アンクリーン・スピリッツ - "Unclean Spirits" (K. Diamond, C. Estes) – 1:49
12. クロス・オブ・バロン・サムディ - "Cross of Baron Samedi" – 4:29
13. イフ・ゼイ・オンリー・ニュー - "If They Only Knew" – 0:32
14. アフターマス - "Aftermath" – 1:39

## 参加ミュージシャン
- キング・ダイアモンド - ボーカル、キーボード、ハープシコード、オルガン
- アンディ・ラ・ロック - エレクトリック・ギター、アコースティック・ギター、キーボード
- ハーブ・シモンセン - エレクトリック・ギター
- クリス・エステス - ベース、アコースティック・ギター、キーボード
- ジョン・ルーク・ヘバート - ドラムス

アディショナル・ミュージシャン
- ダイムバッグ・ダレル - ギター・ソロ(on #4)